# الذروة (وشحة)

تعديل مصدري - تعديل

الذروة هي إحدى قرى عزلة بني هني بمديرية وشحة التابعة لمحافظة حجة، بلغ تعداد سكانها 513 نسمة حسب تعداد اليمن لعام 2004.